# Brouwerij De Engel
Brouwerij Le Ange of Brouwerij De Engel en als Brouwershuis in de inventaris van onroerend erfgoed, is een voormalige brouwerij te Berlare in de Belgische provincie Oost-Vlaanderen. Ze was actief van 1882 tot 1938.

## Geschiedenis
Akten in het kadaster laten zien dat na de verkoop van de gronden in 1882 er daar een maalderij en stoombrouwerij werd gebouwd. Een gedenksteen gedateerd op 15 augustus 1882 herdenkt de oprichting van "Stoombierbrouwerij Den Engel Bauwens & Cie" door de toenmalige burgemeester Ivo Bauwens, Clementine Bauwens, Leo Veldeman en Jan-Frans Van den Bossche. 
In 1920 werd de brouwerij overgekocht door Norbert Weyns en in 1929 stopgezet.
Het huis van de brouwer (erfgoedlijst) is het café gelegen vooraan de voormalige brouwerij. 

## Bieren[2]
- Bock